# 馬利尼夫卡 (茲維亞赫爾區)
50°33′13″N 28°0′47″E / 50.55361°N 28.01306°E
马利尼夫卡（烏克蘭語：Малинівка），是烏克蘭北部日托米爾州兹维亚赫尔区布罗尼基市镇的村落。始建於1860年，面積0.61平方公里，海拔高度218米，2001年人口114，人口密度每平方公里187.19人。